# Centrodera decolorata
Centrodera decolorata là một loài bọ cánh cứng trong họ Cerambycidae.